# エウケラデ (衛星)
エウケラデまたはエウクラーデ（英語：Eukelade、確定番号：Jupiter XLVII）は木星の第47衛星である。
2003年2月5日に、スコット・S・シェパードが率いるハワイ大学の観測チームによって発見され、S/2003 J 1 という仮符号が与えられた。観測にはすばる望遠鏡、カナダ・フランス・ハワイ望遠鏡、ハワイ大学の望遠鏡が用いられた。衛星の発見は、その他の新しい木星の衛星の発見とあわせて、2003年3月4日に小惑星センターのサーキュラーで公表された。その後2005年3月30日に、ギリシア神話のゼウスの娘に因んで命名され、Jupiter XLVII という確定番号が与えられた。
エウケラデの見かけの等級は22.6であり、アルベドを0.04と仮定した場合、エウケラデの直径はおよそ 4 km と推定される。また、密度を 2.6 g/cm3 と仮定した場合、質量はおよそ 9.0 ×1013 kg と推定される。エウケラデは、木星から2300万km前後の距離を逆行軌道で公転し、軌道傾斜角が 165° 前後の不規則衛星のグループであるカルメ群に属している。